# Pędruś lucernowiec
Pędruś lucernowiec (Holotrichapion pisi) – gatunek chrząszcza z rodziny pędrusiowatych i podrodziny Apioninae. Żeruje na  bobowatych.

## Taksonomia
Gatunek ten opisany został po raz pierwszy w 1801 roku przez Johana Christiana Fabriciusa pod nazwą Attelabus pisi. Jako lokalizację typową autor ów wskazał Austrię. W połowie XX wieku klasyfikowany był w podrodzaju nominatywnym rodzaju Apion. W 1990 roku wyznaczony został przez Miguela Á. Alonsa-Zarazagę gatunkiem typowym nowego podrodzaju Apiops w obrębie rodzaju Holotrichapion.

## Morfologia
Chrząszcz o ciele długości od 1,9 do 2,9 mm, gruszkowatym w zarysie. Ubarwienie ma czarne z matowo ciemnoniebieskimi pokrywami. Oskórek jest zupełnie pozbawiony owłosienia.
Krótko-stożkowatą, szeroką głowę cechują: silnie wyłupiaste, niemal półkuliste oczy, bardzo słabo zaznaczone i nie wykraczające poza przednią krawędź oczu kile podoczne w widoku bocznym mające formę bardzo drobnych ząbków, nie wykraczające poza połowę oczu i gęste punktowanie na ciemieniu oraz silnie rozszerzające się ku tyłowi skronie. Ryjek u samca jest nieco krótszy niż głowa i przedplecze razem wzięte, stosunkowo gruby, walcowaty, równomiernie i niezbyt mocno zakrzywiony, aż po szczyt matowy i gęsto punktowany. U samicy ryjek jest wyraźnie dłuższy niż głowa i przedplecze razem wzięte, znacznie cieńszy niż u płci przeciwnej, niezbyt mocno zakrzywiony, pokryty punktami bardziej niż u samca rozproszonymi. Czułki u samicy osadzone są bliżej połowy długości ryjka niż u samca. Na guli znajduje się dobrze wykształcona, poprzeczna listewka.
Wyraźnie szersze niż dłuższe, prostokątnawe, słabo ku przodowi zwężone przedplecze ma błyszczącą powierzchnię o punktowaniu grubym i gęstym, podobnym do tego na ciemieniu. Mała, trójkątna tarczka ma pozbawioną punktów powierzchnię. Pokrywy są mocno pękate, niemal półkuliste, w zarysie zaokrąglone, silnie ku tyłowi rozszerzone. Międzyrzędy są zwykle słabo wypukłe. U szczytu pokryw rządek trzeci łączy się z czwartym, piąty z szóstym, a siódmy z ósmym. Każda pokrywa ma jedną szczecinkę wyspecjalizowaną, umieszczoną w tylnej ⅓ międzyrzędu siódmego.

## Biologia i ekologia
Owad ten zasiedla łąki, skraje lasów, leśne polany i przesieki, zarośla, nieużytki, pastwiska, pola, tereny ruderalne, przydroża, parki i ogrody. Zarówno larwy, jak i postacie dorosłe są fitofagami bobowatych. Larwy są monofagami lucern, podawanymi z lucerny nerkowatej, pośredniej, sierpowatej, siewnej i Medicago arborea. Postacie dorosłe są oligofagiczne i oprócz lucern stwierdzane były też na grochach, groszkach, koniczynach, seradelach, sparcetach i wykach.
Aktywne osobniki dorosłe obserwowane są od kwietnia lub maja do listopada. Odżywiają się liśćmi (są foliofagami). Jaja umieszczane są przez samicę pojedynczo w pączkach wzrostowych szyjki korzeniowej i łodygi rośliny pokarmowej. Okres ich składania przypada na wrzesień i październik. Endofagiczna larwa żeruje wewnątrz pąka, a gdy ten zasycha, wykorzystywany jest jako hibernakulum do przezimowania. Przepoczwarczenie następuje w pąku wiosną kolejnego roku.

## Rozprzestrzenienie
Gatunek pierwotnie palearktyczny, ale zawleczony do krainy australijskiej.
W Europie znany jest z Portugalii, Hiszpanii, Irlandii, Wielkiej Brytanii, Francji, Luksemburga, Holandii, Niemiec, Austrii, Włoch, Malty, Danii, Szwecji, Norwegii, Finlandii, Estonii, Łotwy, Litwy, Polski, Czech, Słowacji, Węgier, Ukrainy, Rumunii, Bułgarii, Chorwacji, Serbii, Macedonii Północnej, Grecji oraz europejskich części Rosji i Turcji. W całej Europie Środkowej spotykany jest nierzadko, w Polsce pospolity.
W Afryce Północnej notowany jest z Maroka, Algierii i Tunezji. W Azji wykazany został z anatolijskiej części Turcji i Syrii.

## Znaczenie gospodarcze
Pędruś ten w przypadkach masowego pojawu notowany jest jako istotny szkodnik w uprawach lucerny.